# Кальченко, Степан Власович
Степан Власович Кальченко (18 [31] декабря 1908, Карашина, Киевская губерния — 9 декабря 1996, Москва) — советский государственный и партийный деятель, министр сельского хозяйства РСФСР (1959—1960).

## Биография
Степан Власович Кальченко родился 31 декабря 1908 года в семье железнодорожного кондуктора в селе Карашина Корсуньской волости (укр. Корсунська волость) Каневского уезда Киевской губернии, ныне село входит в состав Черепинского сельского совета (укр. Черепинська сільська рада (Корсунь-Шевченківський район)) Корсунь-Шевченковского района Черкасской области Украины. С четырнадцатилетнего возраста начал трудовую жизнь, был батраком, рабочим кирпичного завода.
Трудовую деятельность начал 1925 г. чернорабочим на заводе. В 1928 г. после окончания сельскохозяйственног техникума по путёвке Наркомзема СССР был направлен на работу в Батуринский район Шадринского округа Уральской области районным агрономом.
С 1930 по 1938 гг. работал старшим агрономом Батуринской МТС, старшим агрономом и директором Шадринского зерносовхоза (Челябинская область, ныне Курганская область), принимал активное участие в коллективизации крестьянских хозяйств.
С 1931 года является членом ВКП(б), c 1952 года партия переименована в КПСС.
В 1937 году назначен Наркоматом совхозов РСФСР начальником Управления овцеводческого хозяйства Народного комиссариата зерновых и животноводческих совхозов РСФСР. В 1942 году Степан Власович окончил сельскохозяйственную академию имени К. А. Тимирязева и был направлен на работу в Шадринский зерносовхоз директором.
С 1943 по 1947 год был директором Курганского областного треста зерновых совхозов.
21 декабря 1947 года избран депутатом Курганского областного Совета депутатов трудящихся II созыва, член облисполкома. С 1948 года Степан Власович — первый заместитель председателя Исполнительного комитета Курганского областного Совета, курирующий сельское хозяйство области. 17 декабря 1950 г. избран депутатом Курганского областного Совета III созыва, а 17 марта 1952 года постановлением III-й сессии Исполнительного комитета Курганского областного Совета III-го созыва утверждён председателем Исполнительного комитета Курганского областного Совета депутатов трудящихся.- председателем исполкома Курганского областного Совета III созыва. Депутат областного Совета IV созыва (до 1954 г.).
В октябре 1952 года принял участие в работе XIX съезда КПСС.
С 1954 года С. В. Кальченко работал в Москве на должностях заместителя министра сельского хозяйства СССР, министра сельского хозяйства РСФСР.
С июля 1960 по декабрь 1962 года являлся председателем Исполнительного комитета Алтайского краевого Совета депутатов трудящихся. Затем с декабря 1962 по декабрь 1964 года — председателем Исполнительного комитета Алтайского сельского краевого Совета депутатов трудящихся. В декабре 1964 назначен председателем Исполнительного комитета Алтайского краевого Совета депутатов трудящихся.
Двадцать лет (1966—1986 гг.) работал первым заместителем директора ВДНХ СССР.
С 1986 года — на пенсии.
31 октября 1961 года — 29 марта 1966 года — кандидат в члены ЦК КПСС (избран на XXII съезде КПСС).
Депутат Верховного Совета СССР 6-го созыва, депутат Верховного Совета РСФСР.
Степан Власович Кальченко умер в Москве 9 декабря 1996 года.
Похоронен на Троекуровском кладбище.

## Награды и звания
- Орден Красной Звезды (10 сентября 1945[4])
- Орден «Знак Почёта» (1949)
- Орден Трудового Красного Знамени (29 декабря 1978)
- Орден Дружбы народов (30 декабря 1983), за многолетнюю плодотворную работу по организации пропаганды достижений науки, техники и передового опыта в сельском хозяйства и в связи с семидесятипятилетием со дня рождения
- Медаль «За доблестный труд в Великой Отечественной войне 1941—1945 гг.»